# Grdacz czarny
Grdacz czarny (Chamaepetes unicolor) – gatunek dużego ptaka z rodziny czubaczy (Cracidae), zamieszkujący Amerykę Centralną. Monotypowy. Nie jest zagrożony wyginięciem.
MorfologiaDługość ciała 62–69 cm; masa ciała około 1,1 kg. Czarno połyskujące upierzenie; od spodu matowy, czerwone nogi i niebieski nagi kantarek.
Zasięg, środowiskoKostaryka i zachodnia Panama. Zamieszkuje mgliste lasy górskie. Zwykle występuje na wysokościach 900–2250 m n.p.m., choć najniżej odnotowano te ptaki na 450 m n.p.m.
ZachowanieZwykle spotykany parami lub w stadach rodzinnych, najczęściej na drzewach, lecz czasami schodzi na ziemię w poszukiwaniu opadłych owoców. Podczas toków wydaje chrapliwy głos ostrzegawczy, gwiżdżące okrzyki i trzepocze skrzydłami. Podobnie jak inne czubacze lata na przemian lotem ślizgowym i aktywnym.
StatusMiędzynarodowa Unia Ochrony Przyrody (IUCN) od 2018 roku uznaje grdacza czarnego za gatunek najmniejszej troski (LC – Least Concern); wcześniej miał on status gatunku bliskiego zagrożenia (NT – Near Threatened). Liczebność populacji nie została oszacowana; w 1996 roku ptak ten opisywany był jako dość pospolity. Do głównych zagrożeń dla tego gatunku należą: polowania dla mięsa, wycinka i pożary lasów.